# 尼古拉·韦德梅德
尼古拉·韦德梅德（1981年4月11日—）是一名吉尔吉斯斯坦现代五项运动员，身高1.84米，体重75千克。曾参加2010年广州亚运会现代五项比赛，并获得男子个人第十五名和男子团体第四名。